# آرتور کاپل
آرتور کاپل (۲۸ مارس ۱۹۰۲ – ۱۰ اوت ۱۹۸۶) یک زبان‌شناس استرالیایی بود که کمک‌های بزرگی به مطالعه زبان‌های بومی استرالیا، زبان‌های آسترونزیایی و زبان‌های پاپوآیی کرد.

## زندگی اولیه
کاپل در سال ۱۹۰۲ در نیوتاون، نیو ساوت ولز به دنیا آمد. او تنها فرزند سارا آن (با نام خانوادگی اسکات) و همسرش، هنری کاپل بود. او در دبیرستان پسرانه شمال سیدنی تحصیل کرد.

## حرفه
کاپل در سال ۱۹۲۲ از دانشسرای سیدنی در رشته زبان‌های معاصر دانش‌آموخته شد و در همان سال از دانشگاه سیدنی با مدال دانشگاهی در رشته زبان‌های کلاسیک دانش‌آموخته شد. او به مدت سه سال در دبیرستان‌های متوسطه پسرانه کانتربری و دبیرستان تم‌ورث تدریس کرد.
او در سال ۱۹۲۵ به‌عنوان شماس و در ۱۹۲۶ به‌عنوان کشیش در کلیسای انگلیکن استرالیا منصوب شد. او یک دهه در نیوکاسل، نیو ساوت ولز فعالیت کرد و به‌عنوان دستیار کشیش در کلیسای سنت پیتر در همیلتون (۱۹۲۶–۱۹۲۸)، کشیش مسئول کلیسای آل‌سینتز در بلمانت، نیو ساوت ولز (۱۹۲۸–۱۹۲۹)، و معلم مدرسه بروتون برای پسران در نیوکاسل (۱۹۲۹–۱۹۳۲) مشغول به کار بود. در این دوره، او با آ.پی. الکین، انسان‌شناس و کشیش، آشنا شد و به‌عنوان دستیار کشیش او در کلیسای سنت جیمز مورپث (۱۹۳۲–۱۹۳۵) فعالیت کرد.
او به‌صورت شخصی به مطالعات زبان‌شناسی پرداخت و در سال ۱۹۳۱ مدرک ام‌ای خود را در رشته کلاسیک‌ها از دانشگاه سیدنی دریافت کرد. با تشویق الکین، او در سال ۱۹۳۵ برنامه دکتری خود را در دانشگاه لندن آغاز کرد و سال بعد مدرک پی‌اچ‌دی خود را از دانشکده مطالعات شرقی و آفریقایی با پایان‌نامه‌ای با عنوان موقعیت زبانی جنوب شرقی قلمرو پاپوآ که در سال ۱۹۴۳ به‌صورت کتاب منتشر شد، دریافت کرد.
علاقه اصلی او زبان‌های اقیانوسیه و گینه نو بود و گفته می‌شود که تحقیقات او دربارهٔ زبان‌های بومی استرالیا بیشتر به‌عنوان کاری آخر هفته انجام می‌شد، بااین‌حال، او دوره‌های طولانی‌مدت را به تحقیقات میدانی در کیمبرلی و آرنهم‌لند اختصاص داد.
هنگامی که الکین، که در آن زمان کشیش انگلیکن در مورپث بود، به استادی انسان‌شناسی در سیدنی منصوب شد، کاپل به‌عنوان جانشین او در این ناحیه فعالیت کرد. در بازگشت به مورپث، الکین تحت تأثیر استعدادهای زبان‌شناسی کاپل قرار گرفت و در نهایت برای او یک کرسی استادی زبان‌شناسی فراهم کرد.
کاپل در سال ۱۹۴۵ به‌عنوان مدرس منصوب شد و در سال ۱۹۴۸ به سمت دانشیار ارتقا یافت. او تا زمان بازنشستگی در سال ۱۹۶۷ در این سمت باقی ماند. او در سال ۱۹۵۶ به‌عنوان کشیش افتخاری کلیسای جامع سنت پیتر و پل در دوگورا منصوب شد.
علی‌رغم کار گسترده آرتور کاپل در زمینه زبان‌های پاپوآیی و پلی‌نزیایی، از جمله نگارش فرهنگ‌نامه‌های زبان فیجیایی، زبان پالائویی و فوتونا غربی، او موفق شد کمک‌های مهمی به زبان‌شناسی استرالیا انجام دهد. یکی از دستاوردهای برجسته او کشف زبان‌های شمال غربی استرالیا بود که از نظر نوع‌شناسی متمایز بوده و نمی‌توانستند به خانواده استاندارد زبان‌های پاما-نیونگایی تعلق یابند.

## زندگی شخصی
کاپل به شوخی‌های کلامی علاقه داشت، برای مثال، او معناشناسی را به‌صورت "some antics" تلفظ می‌کرد. وقتی خدمتکار او بیمار شد، فرد دیگری را برای مراقبت از او استخدام کرد و وقتی نفر دوم نیز بیمار شد، کاپل از هر دوی آن‌ها مراقبت کرد.
او در سال ۱۹۸۶ و در سن ۸۴ سالگی درگذشت. او ازدواج نکرده بود.

## میراث
دانشگاه سیدنی هر سال جایزه‌ای به نام کاپل برای بهترین مقاله در زمینه زبان‌شناسی استرالیا و اقیانوس آرام اهدا می‌کند.
موزه استرالیا مجموعه عکس‌های جزایر سلیمان کاپل را در اختیار دارد. اسناد کاپل دیجیتالی شده و در کتابخانه ملی استرالیا نگهداری می‌شوند. در برخی موارد، اسناد او تنها منابع باقی‌مانده از زبان‌های از بین رفته هستند.
خانه کاپل در مدرسه گرامر نورتهولم، آرکادیا  به افتخار او نام‌گذاری شده است.